# Ignaz Stahl (Theologe)
Ignaz Stahl (* 30. September 1839 in Stadtprozelten; † 31. März 1902 in Würzburg) war ein deutscher katholischer Theologe.

## Werdegang
Stahl studierte am Priesterseminar Collegium Germanicum in Rom und promovierte zum Dr. theol. und zum Dr. phil. Am 15. März 1862 empfing er die Weihe zum Priester. Seine Kaplanszeit verbrachte er in Aschaffenburg, war dann Sekretär von Bischof Georg Anton Stahl während des Ersten Vatikanischen Konzils und Zuchthauspfarrer.
Um 1869 wurde er Privatdozent für Theologie an der Universität Würzburg und daselbst 1894 zum Honorarprofessor ernannt.
Er war Ehrenmitglied der katholischen Studentenverbindungen WKStV Unitas Hetania Würzburg, KDStV Markomannia Würzburg und KStV Normannia Würzburg.